# Dioscorea divaricata
Dioscorea divaricata är en enhjärtbladig växtart som beskrevs av Francisco Manuel Blanco. Dioscorea divaricata ingår i släktet Dioscorea och familjen Dioscoreaceae. Inga underarter finns listade i Catalogue of Life.